# Mônica de Veyrac
Mônica de Veyrac (Rio de Janeiro, 10 de dezembro de 1957 – São José, 1 de janeiro de 1985) foi a primeira diplomata negra do Brasil. 
Ingressou no Instituto Rio Branco em 1979, tornando-se Terceira-Secretária da carreira de diplomata no ano seguinte.

## Biografia
Mônica de Menezes Campos nasceu na cidade do Rio de Janeiro em 1957, sendo a mais velha dentre três irmãs. Filha de um sargento do Exército Brasileiro e de uma corretora de imóveis, iniciou o antigo ensino primário na Escola México, prosseguindo-o, depois, na Escola Municipal Joaquim Nabuco, ambas instituições públicas localizadas no bairro de Botafogo. Posteriormente, foi aprovada em concurso para ingresso no Colégio Pedro II, estabelecimento tradicional de ensino fluminense.
Mudou-se para Brasília com a família em 1972. Em julho de 1976, matriculou-se em curso preparatório para o vestibular da Universidade de Brasília, sendo aprovada para cursar Letras na instituição. No mesmo ano, tornou-se mãe pela primeira vez. Também cursou Direito na Universidade do Distrito Federal (UDF), o qual abandonou para dedicar-se com mais afinco à seleção para a carreira diplomática. Em 1977, prestou pela primeira vez o exame ao Curso de Preparação à Carreira de Diplomata (CPCD), não logrando aprovação. No ano seguinte, frequentou um curso preparatório específico para o vestibular ao CPCD, ministrado por alunos do Instituto Rio Branco.
Mônica realizou novamente o exame em 1978, sendo aprovada na 26ª colocação dentre um total de 52 exitosos. Iniciou sua formação no IRB em 1979, concluindo-a no ano seguinte. Em 2 de setembro de 1980, foi nomeada Terceira-Secretária da carreira de diplomata, tornando-se, aos 22 anos de idade, a primeira diplomata negra do Brasil. 
Em 1982, casou-se com Stephane de Veyrac, mudando seu nome para Mônica de Veyrac. Em dezembro, tornou-se mãe pela segunda vez.

### Carreira diplomática
Logo após formar-se no IRB, foi designada para a Divisão de Passaportes, na Secretaria de Estado (SERE), exercendo aí a função de Assistente do Chefe até fevereiro de 1982. Foi então transferida para a Divisão de Privilégios e Imunidades, também na SERE. A partir de fevereiro de 1983, foi removida para o consulado brasileiro em Zurique, ocupando naquela repartição a função de vice-cônsul. Foi promovida a Segunda-Secretária, por progressão funcional, no mês de dezembro. Em maio de 1984, Mônica requereu licença para tratar de interesse particular, a qual foi interrompida, a pedido, em novembro do mesmo ano. A diplomata foi então designada para a Embaixada Brasileira em Helsinki.

## Morte
Mônica morreu em  1 de janeiro de 1985, em São José, na Costa Rica, em decorrência de um aneurisma cerebral, aos 28 anos de idade.